# لويس ديلماس
لويس ديلماس (بالإنجليزية: Louis Delmas)‏ هو لاعب كرة قدم أمريكية أمريكي، ولد في 12 أبريل 1987 في فورت بيرس في الولايات المتحدة.

## وصلات خارجية
- لويس ديلماس على موقع مرجع كرة القدم المحترفة.كوم (الإنجليزية)